# Sahul

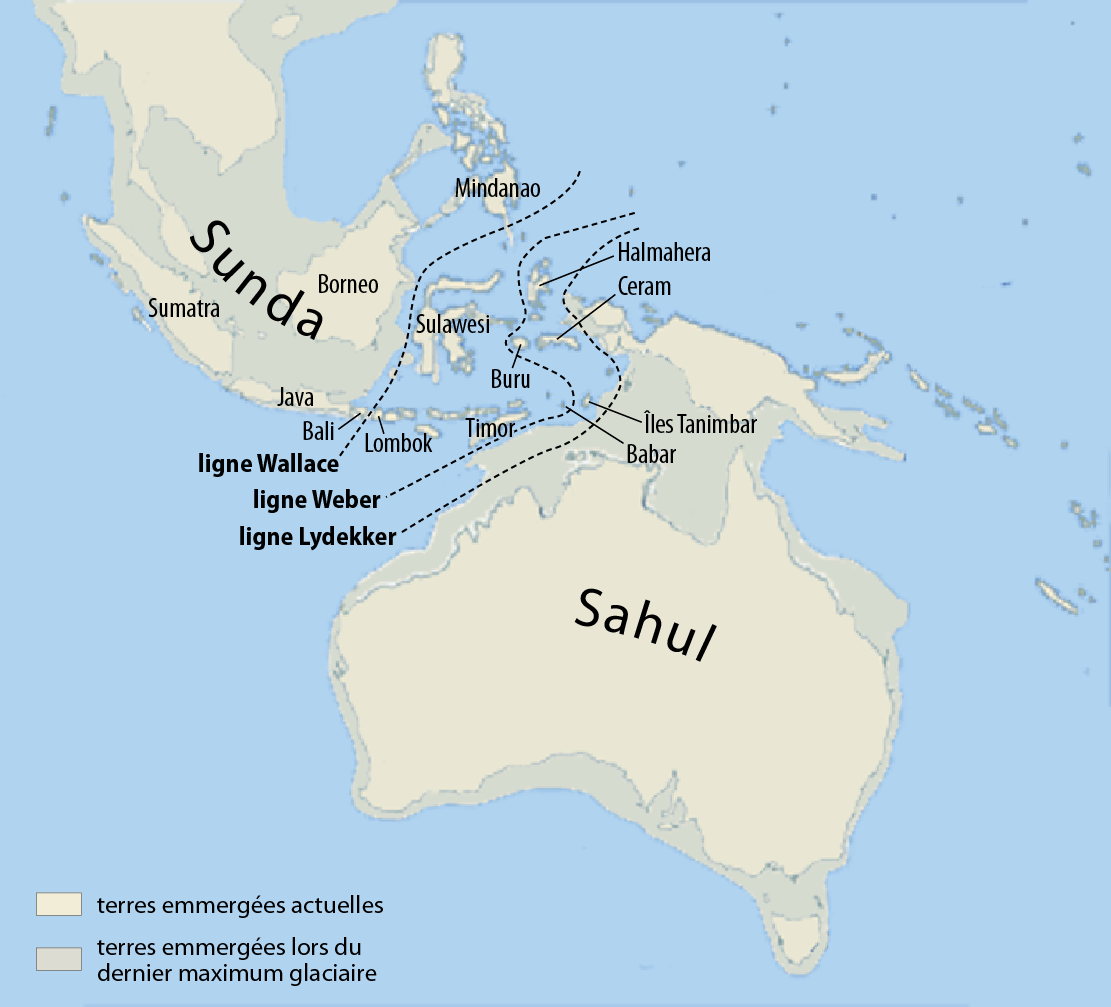
Étendue probable du Sahul vers le 20e millénaire AP (le niveau de la mer était alors plus bas de 150 m).

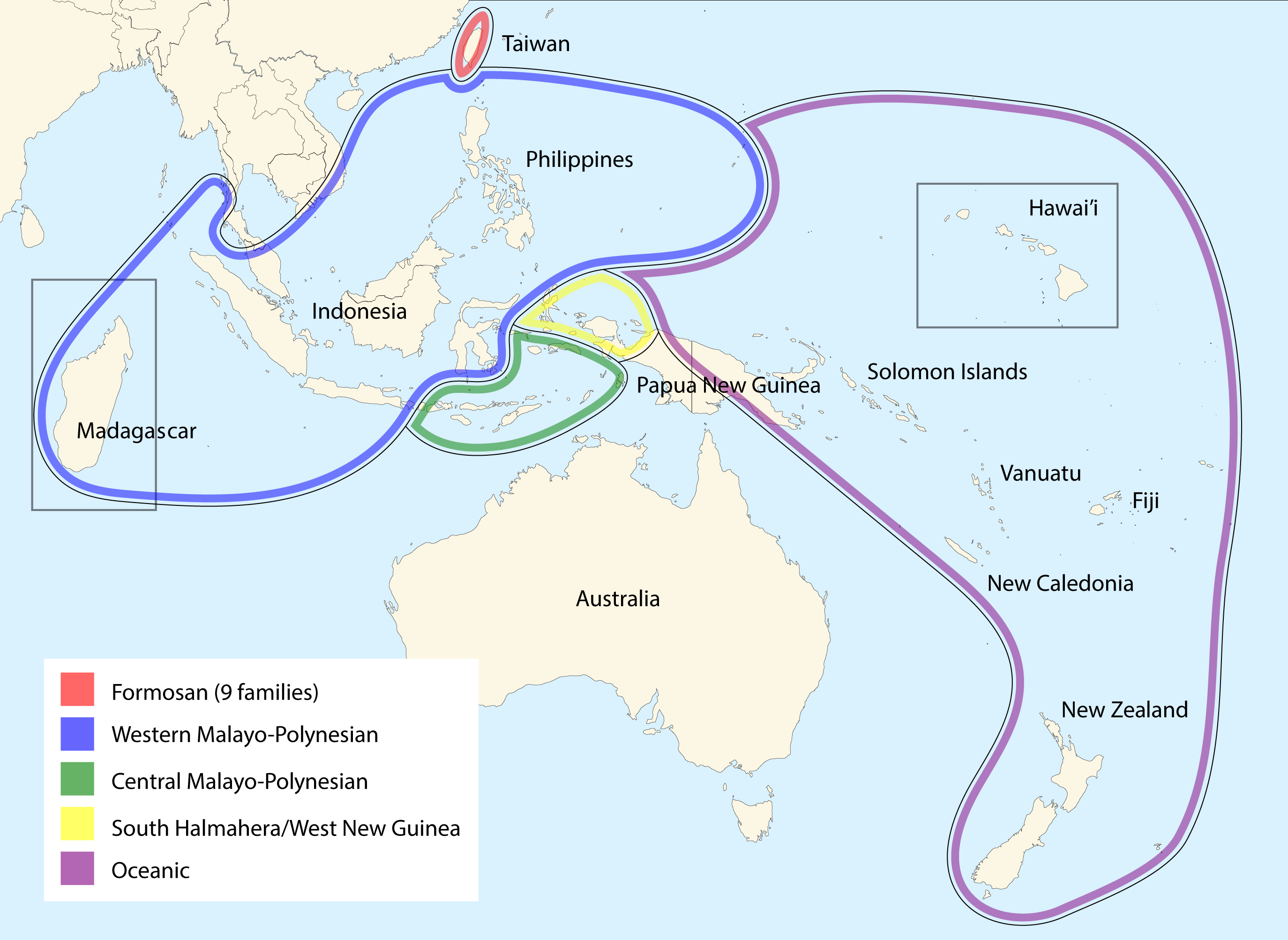
Répartition des langues austronésiennes.

Langues malayo-polynésiennes en Insulinde.

Sahul est le nom du plateau continental dont les parties émergées sont aujourd'hui l’Australie, la Tasmanie et la Nouvelle-Guinée. Le terme, autrefois utilisé pour désigner seulement les parties immergées, sert désormais pour désigner l'ensemble continental émergé il y a plus de 10 000 ans (fin de la dernière période glaciaire), lorsque le niveau de la mer était de plus de 100 m plus bas et que la majorité de ce plateau était alors émergé (Australie, Tasmanie et Nouvelle-Guinée réunies par des ponts terrestres), formant un seul continent nommé Sahul.

## Écozones
Ce plateau est séparé du plateau du sud-est asiatique nommé Sunda par des mers ou des détroits profonds. Ceux-ci délimitent une zone intermédiaire, la Wallacea, et surtout la ligne Wallace, ligne pratiquement infranchissable à la plupart des espèces animales terrestres, ce qui explique les profondes différences entre les deux écozones de chaque côté de cette ligne : écozone indomalaise côté Sunda, et écozone australasienne côté Sahul. Le Sahul s'identifie à une grande partie de l'écozone australasienne (qui inclut aussi la Wallacea et la Nouvelle-Zélande), qui comprend des mammifères marsupiaux comme le kangourou et le koala, ou des monotrèmes comme l'ornithorynque, alors que l'écozone indomalaise comprend des mammifères placentaires.

## Peuplement par l'être humain

### Première arrivée de Homo sapiens
Les données archéologiques et génétiques suggèrent que les premiers hommes modernes ont atteint Sahul (aujourd'hui la Nouvelle-Guinée et l'Australie) il y a au moins 55 000 ans. L'absence de continuité territoriale entre l'Asie et la Nouvelle-Guinée ou l'Australie pose le problème des modalités de colonisation de la zone par Homo sapiens.

### Colonisation du continent
Les fouilles archéologiques attestent d'une présence humaine vers 40 000 ans avant le présent (AP) au nord-ouest de cet ensemble continental, ce qui laisse supposer que les hominidés devaient déjà utiliser à l'époque des embarcations maritimes afin de franchir la ligne Wallace puis la mer de Timor depuis les îles indonésiennes. L'ensemble des fouilles atteste de la présence d’Homo sapiens[réf. nécessaire]. Cependant la majorité des terres du plateau continental étant à l'air libre et non submergées entre 40 000 et 10 000 ans AP ; cette configuration semble avoir favorisé la propagation de l'homme sur ce nouveau continent : la mer d'Arafura et le détroit de Torrès (en mer de Corail) entre la Nouvelle-Guinée et l'Australie étant à sec, les langues de terre alors émergées ont agi comme des ponts terrestres pour permettre à l'homme de peupler l'Australie actuelle. Le même phénomène se produisit entre l'Australie et la Tasmanie au sud, le détroit de Bass étant lui aussi à sec durant cette période. Il n'est pas improbable que ces ponts ont été tour à tour ouverts ou fermés plusieurs fois au cours des millénaires.

### Groupes de peuplement
Les analyses génétiques permettent de formuler l'hypothèse de l'arrivée de deux groupes préhistoriques à Sahul dans la même grande fenêtre temporelle (située entre 50 000 et 65 000 ans avant le présent), chacun portant un ensemble différent de lignées maternelles et s'installant séparément dans le nord et le sud du Sahul. Une solide structure géographique[Quoi ?] dans le nord du Sahul reste visible aujourd'hui, indiquant une dispersion limitée dans le temps malgré des changements climatiques, culturels et historiques majeurs[Quoi ?].
Après une période d'isolement de près de 20 000 ans après le peuplement initial, les changements environnementaux postérieurs au dernier maximum glaciaire ont stimulé la diversification des lignées d'ADN mitochondrial et de plus grandes interactions à l'intérieur et au-delà du nord du Sahul, vers le sud du Sahul, la Wallacea et au-delà. Plus tard, lors de l'Holocène, les populations de la Nouvelle-Guinée, contrairement à celles de l'Australie, ont participé aux premières interactions avec les populations asiatiques entrantes de l'Asie du Sud-Est insulaire et se poursuivant en Océanie.

## Immersion du Sahul
Vers 10 000 ans AP commence la période de l'Holocène caractérisée par un réchauffement global et la fonte des inlandsis polaires. Le niveau de la mer monte progressivement durant les millénaires suivants jusqu'au niveau actuel. Les mers et détroits du plateau continental sont peu à peu immergés, ne laissant dépasser de Sahul que la Nouvelle-Guinée, les îles Aru, l'Australie et la Tasmanie.